# Piedade (Lajes do Pico)
Piedade es una freguesia portuguesa del concelho de Lajes do Pico, ubicada en el territorio insular portugués de Isla de pico, posee 12,94 km² de superficie y 902 habitantes (2001). Su densidad de población es de 69,7 hab/km². La freguesia de Piedade tiene una fecha de fundación que, según los registros históricos, se remonta a antes del año 1506.